# Isosaari (ö i Finland, Birkaland, Tammerfors, lat 61,69, long 23,18)
Isosaari är en ö i Finland. Den ligger i sjön Kyrösjärvi och i kommunen Tavastkyro i den ekonomiska regionen Tammerfors och landskapet Birkaland, i den sydvästra delen av landet, 190 km nordväst om huvudstaden Helsingfors. Öns area är 73,6 hektar och dess största längd är 1,4 kilometer i sydöst-nordvästlig riktning.